# Logochip

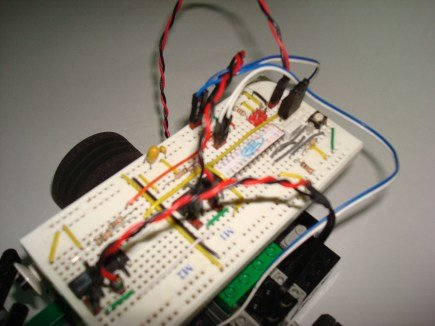
Ejemplo de un Logochip utilizado para automatizar un pequeño robot.

Logochip es un microcontrolador basado en el microchip PIC18F2320, el cual permite automatizar mecanismos, robots y amplia serie de circuitos, además los usuarios pueden desarrollar programas usando una versión especial del lenguaje de programación Logo desarrollada en el MIT.
Fue elaborado por Brian Silverman (MIT Media Lab), Bakhtiar Mikhak (MIT Media Lab) y Robbie Berg (Wellesley College Physics).

## Características
Logochip tiene 17 pines para ser usados como entrada o salida. 
Logochip utiliza una versión especial de Logo. Ejemplos de comandos para construir un programa: clearbit testbit setbit wait timer loop repeat if ifelse waituntil 
Logochip permite conectar diferentes tipos de sensores, ya que posee dos tipos de entradas, analógicas y digitales, por lo que podemos crear sensores de sonido, distancia, luz, resistencia y otros.
Logochip puede ser usado para proyectos educativos, y permite desarrollar destrezas en programación, electrónica y mecánica.